# Nepřístupný ostrov
Nepřístupný ostrov (anglicky Inaccessible Island) je ostrov v jižním cípu Atlantského oceánu v souostroví Tristan da Cunha, které je součásti Britského zámořského území Svatá Helena, Ascension a Tristan da Cunha. Ostrov nemá trvalé obyvatele.

## Situace
Ostrov se nachází v jižní části Atlantského oceánu ve vzdálenosti 45 km jihozápadním směrem od ostrova Tristan da Cunha, odkud je také spravován.
Je sopečného původu a jeho vznik je datován do doby asi před 5 až 6 miliony let, kdy vznikal podmořský Středoatlantský hřbet na jehož okraji se nachází. Zvedá se příkře z okolního mořského dna v hloubce 3000 m. Je složen hlavně z čedičové lávy smíšené s pyroklastickým sedimentem. Podle zřetelných lávových proudů směřujících východním směrem je zřejmé, že původní vulkanické centrum bylo na západní straně ostrova, kde jsou také masy trachytu. Podrobnější geologický výzkum centrální plošiny je pro velkou vrstvu rašeliny velmi obtížný. Zato skály a břehy jsou díky dešti, silnému větru a mořskému příboji značně zvětralé a často tam dochází k sesuvům.
Z členité centrální náhorní plošiny vystupuje několik výrazných vrcholů, nejvýše ční Swale's Fell vysoký 561 m, mezi nejvyšší dále patří Boulder Hill s 510 m a Cairn Peak s 323 m. Ostrov je lemován vysokými strmými útesy a balvany rozesetými okolo pobřeží. Na severovýchodní straně je na úpatí útesu vhodné místo k zakotvení lodě, ale přes příkré, téměř 300 m vysoké útesy se do nitra ostrova nelze dostat. Západní strana ostrova je u moře nižší, vanou tam však téměř nepřetržitě silné větry a jen stěží tam může loď přistát. Proto je ostrov všeobecně považován za těžce přístupný.
Podnebí je mírné a vlhké s teplotami v rozmezí do +3 °C do +25 °C. Na ostrově bývá silně větrno a často tam prší, průměrné ročně srážky činí asi 1700 mm.

## Historie
Ostrov objevil roku 1656 holandský lodní kapitán Jan Jacobszoon a pojmenoval ho po své lodi „t Nachtglas“. V roce 1767 připlul k témuž ostrovu Francouz Tristan d'Etchevery, který o jeho existenci nevěděl. Považoval ho za nově objevený, a protože na něj nemohl vystoupit, pojmenoval ho „Inaccessible“ (nedostupný), což se v angličtině i francouzštině ujalo.
Ostrov nebyl na mapách přesně zakreslen, a protože je obklopen silnými proudy, stával se často místem ztroskotání plachetnic (do dnešních dnů je evidováno v jeho blízkosti 22 vraků). Pro případná přežití trosečníků byly na ostrov vysazeny kozy a prasata, která tam již v současnosti nežijí. Mezi léty 1871 až 1873 se neúspěšně pokoušeli ostrov kolonizovat bratři Stoltenhoffové. V roce 1922 ostrov krátce navštívil polární badatel Ernest Henry Shackleton. Roku 1938 zkoumala ostrov asi po dobu tří týdnů norská vědecké expedice. Britské expedici se v roce 1962 na ostrov nepodařilo ani vystoupit a mapovala ho jen z lodí. Je pozoruhodné, že nejvíce poznatků o floře, fauně i geologii ostrova přinesla výprava 16 učitelů a studentů z Denstone College z města Uttoxeteru v hrabství Staffordshire ve Velké Británii, která na ostrově pobývala od října 1982 do února 1983.

## Flora a fauna

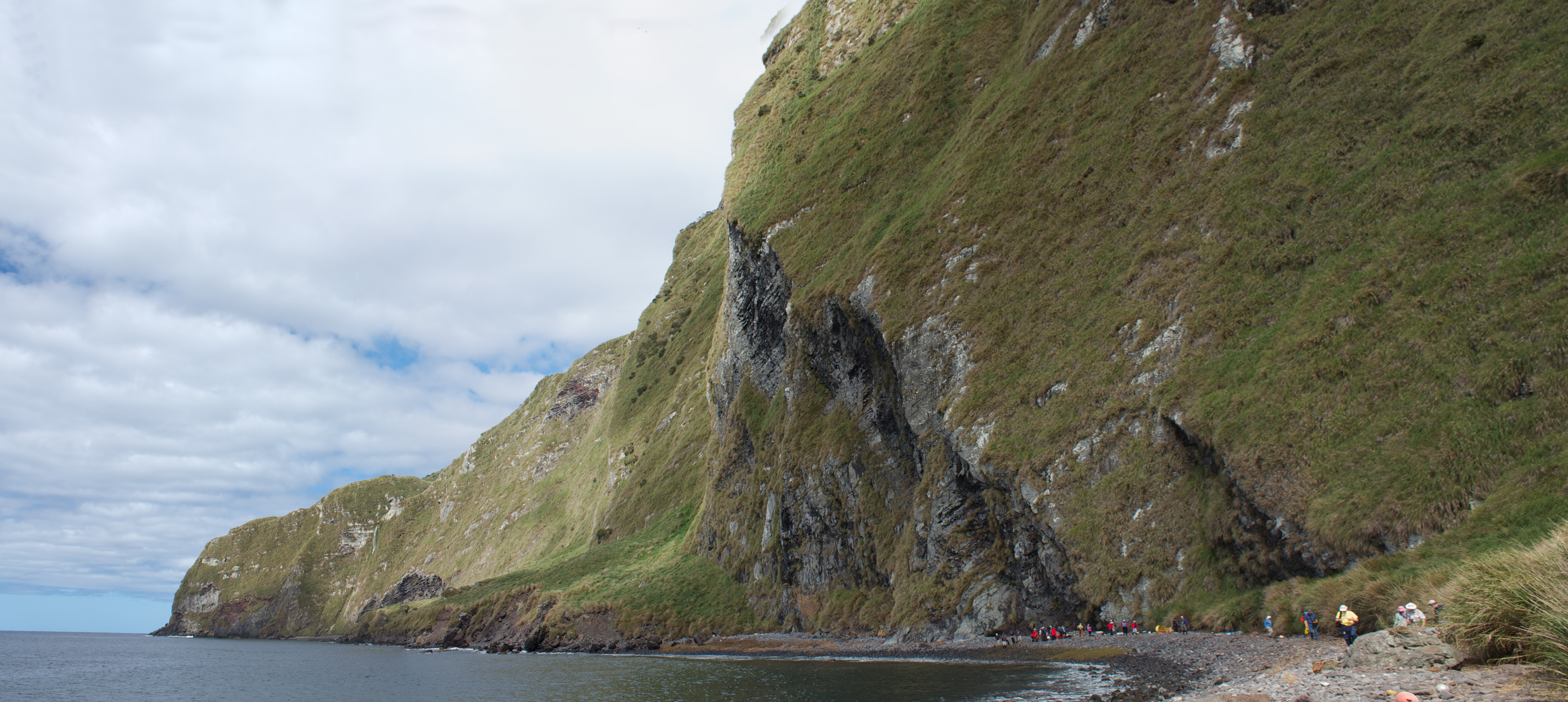
Pobřeží Nepřístupného ostrova

Na ostrově roste přes 200 původních druhů rostlin, z nichž je 36 kvetoucích. Osm druhů je pro tento ostrov endemických, nejčastěji to jsou trávy, kapradiny a mechy. Dále zde vyrůstá okolo 25 nepůvodních druhů, z nichž pouze medyněk vlnatý a lenovník novozélandský mají tendenci se rychle šířit na úkor domácích druhů.
Bylo zde pozorováno asi 44 druhů ptáků, z nichž okolo 20 na ostrově i hnízdí. Jeden z nich, buřňák tristanský je ostrovní endemit. Žije tam suchozemský pták chřástal Rogersův, který z ostrova neodlétá, stejně jako ve třech poddruzích se vyskytující drozd tristanský.
Na ostrově trvale nežijí žádní savci, plazi ani obojživelníci. Pouze k vyvedení mladých se na ostrov vracejí lachtani a rypouši sloní.

## Ochrana ostrova
Ostrov je pro návštěvníky bez povolení správních orgánů z Tristan da Cunha nepřístupný, k ostrovu ani nevede žádná lodní linka. Včetně 200mílového pásma je prohlášen za chráněnou přírodní rezervaci.
V roce 2004 byl Nepřístupný ostrov pro svou unikátní přírodu, jen málo ovlivněnou lidskou činností, zapsán organizací UNESCO do seznamu Světového dědictví, kde byl přiřazen k nepříliš vzdálenému Goughovu ostrovu.